# Banale revolutie

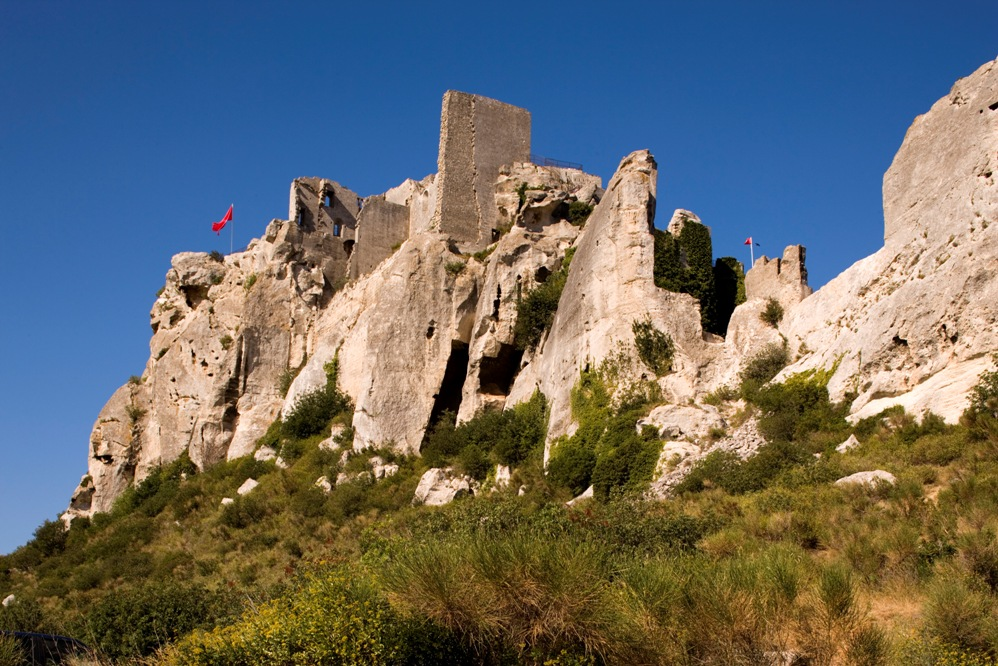
Het kasteel van Baux

De banale revolutie of feodale revolutie (mutation féodale) is het ontstaan van lokale feodale heerschappijen in West-Europa vanaf de late tiende eeuw, die de vorstelijke macht verzwakten. De verbrokkeling van het vroegmiddeleeuwse Karolingische Rijk en onderlinge strijd bracht chaos en onveiligheid mee.
Vooral het werk van Duby heeft bijgedragen aan het idee dat de Karolingische maatschappij een structurele verandering onderging. Duby, die deels schatplichtig was aan het werk van Bloch, sprak van de feodale revolutie.
Vanaf de late negende eeuw stokten de veroveringen van het Karolingische rijk, dat daarnaast te maken had met de nodige opvolgingsproblemen. Bij het ontbreken van een geldeconomie werd gepoogd loyaliteit te bereiken met de uitgifte van ambten, inkomsten en land (seigneurie foncière) in leen. In de na-Karolingische periode eigenden lokale potentaten zich allerlei rechten toe zoals het koninklijk bannum (banrecht). Zij konden rechtspreken, belastingheffen en dwingend hand-en-spandiensten opleggen in hun eigen district of heerlijkheid. Met de middelen van die tijd konden koningen niet voorkomen dat vorsten hun ambten (honores) niet meer als leen, maar als erfelijk bezit gingen beschouwen. Vanaf de late tiende eeuw herhaalde deze patrimonialisering zich op een lager niveau en usurpeerden onder meer vice-comites, vicarii en capitanei het bannum en de regalia van de hertogen, markgraven en graven.
De creatie van lokale banheerlijkheden of seigneuries banales had tot gevolg dat mensen veel efficiënter geëxploiteerd konden worden. In de Vroege Middeleeuwen was er wel sprake geweest van heerschappij van de aristocratie, maar dit dominium beperkte zich tot diegenen die deel uitmaakten van het domein van de heer, de dominus of le petit roi. Daarbuiten bevond zich echter een grote groep vrijen die formeel wel onder de bannus van de koning vielen, maar in de praktijk was de koning vaak te ver weg en diens macht te diffuus.
De banale revolutie, de Fransen spreken van la mutation de l'an mil, maakte dat ook de vrijen te maken kregen met een heer. Deze lokale kasteelheren, burggraven (châtelains) en banheren, legden zich allereerst toe op de lucratieve lokale rechtspraak. Daarnaast legden zij belastingen op en verplichtten hun onderdanen om werkzaamheden voor hen te verrichten. Dit kon met buitensporig geweld gepaard gaan, zodat dit recht wel aangeduid werd als malae consuetudines (slechte gewoonten). Waar in de Vroege Middeleeuwen grof geweld slechts was toegestaan in geval van oorlog, vete of bij slaven, eisten edelen in Catalonië zelfs het recht om onderdanen slecht te behandelen (male tractare). Met behulp van mottekastelen en kleine krijgsmachten (milites castri) werd de macht van de lokale heren bestendigd.
Lange tijd diende het model van Duby als basis om dit proces te beschrijven en ook buiten Frankrijk toe te passen. Buiten Frankrijk, op de Britse eilanden en het Oost-Frankische Rijk, hadden historici van de beschreven revolutionaire veranderingen weinig kunnen vinden. In de jaren 1990 ontstond er een discussie in Past & Present. De kritiek kwam vooral van Barthélemy die de periodisering betwistte, de door Duby omschreven ontwikkelingen hadden voor en na het jaar 1000 plaatsgevonden, wat een geleidelijk proces inhield. Ook White was van mening dat er veel meer sprake was van een evolutie dan revolutie. In 1992 had Reynolds al aangetoond dat geldverkeer in de Middeleeuwen een grotere rol had gespeeld dan historici tot dan toe aangenomen hadden. Anderzijds zijn er ook die het model juist verder hebben uitgewerkt, zoals Moore het zelfs ziet als de aanloop naar de moderne maatschappij.

## Verwijzingen
1. ↑  Duby (1953)
2. ↑  Bisson (1994)
3. ↑  Barthélemy; White (1996)
4. ↑  Reuter (1997)
5. ↑  Wickham (1997)
6. ↑  Bisson (1997)
7. ↑  Reynolds (1992)

## Noot
1. ↑  Past & Present is een gezaghebbend Engels tijdschrift